# Ceresium inaequalicolle
Ceresium inaequalicolle är en skalbaggsart som beskrevs av Maurice Pic 1933. Ceresium inaequalicolle ingår i släktet Ceresium och familjen långhorningar. Inga underarter finns listade i Catalogue of Life.